# Koil
För andra betydelser, se Koil (olika betydelser).

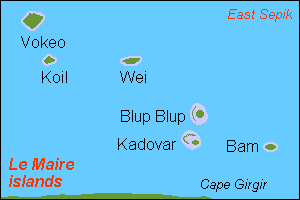
översiktskarta

Koil (även Keul, tidigare Deblois-ön ) är en ö bland Le Maire-öarna som tillhör Papua Nya Guinea i västra Stilla havet.

## Geografi
Koil utgör en del av East Sepik-provinsen och ligger endast cirka 40 km nordöst om Nya Guinea och cirka 15 km sydöst om huvudön Vokeo. Dess geografiska koordinater är 3°21′S 144°12′Ö / 3.350°S 144.200°Ö.
Ön är en korallö och har en area om ca 2 km². Den högsta höjden är på cirka 90 m ö.h. Befolkningen uppgår till ca 700 invånare fördelad på små byar längs kusten.

## Historia
Le Maire-öarna upptäcktes troligen redan 1545 av spanske kapten Ortiz de Retes men föll i glömska och upptäcktes igen 1616 av nederländske Willem Schouten och Jacob Le Maire under deras expedition i Stilla havet.
Under den tyska kolonialtiden tillhörde området Tyska Nya Guinea.